# Taranga Corona
La Taranga Corona è una struttura geologica della superficie di Venere.